# Análisis de escala (matemáticas)
El análisis de escala o análisis de orden de magnitud, es una potente herramienta utilizada en las ciencias matemáticas para simplificar ecuaciones con muchos términos. En primer lugar, se determina la magnitud aproximada de cada uno de los términos de las ecuaciones. A continuación, se pueden ignorar algunos términos insignificantes.

## Ejemplo: momento vertical en meteorología a escala sinóptica
Consideremos, por ejemplo, la ecuación del momento de las ecuaciones de Navier-Stokes en la dirección de la coordenada vertical de la atmósfera.
| {\displaystyle {\frac {\partial w}{\partial t}}+u{\frac {\partial w}{\partial x}}+v{\frac {\partial w}{\partial y}}+w{\frac {\partial w}{\partial z}}-{\frac {u^{2}+v^{2}}{R}}=-{{\frac {1}{\varrho }}{\frac {\partial p}{\partial z}}}-g+2{\Omega u\cos \varphi }+\nu \left({\frac {\partial ^{2}w}{\partial x^{2}}}+{\frac {\partial ^{2}w}{\partial y^{2}}}+{\frac {\partial ^{2}w}{\partial z^{2}}}\right),} | \| \| \| \| \| \| \| \| | (A1) |
| |                         |      |
| |                         |      |

donde «R» es el radio de la Tierra, Ω es la frecuencia de rotación de la Tierra, «g» es la intensidad del campo gravitatorio, φ es la latitud, ρ es la densidad del aire y ν es la viscosidad cinemática del aire y se puede ignorar la turbulencia en la capa límite planetaria).
En escala sinóptica podemos esperar velocidades horizontales de aproximadamente U = 101 m.s−1 y vertical aaproximadamente W = 10−2 m.s−1.  La escala horizontal L = 106 m y la escala vertical es H = 104 m.  La escala de tiempo típica es T = L/U = 105 s.  
Las diferencias de presión en la troposfera son ΔP = 104 Pa y la densidad del aire ρ = 100 kg⋅m−3. Otras propiedades físicas son aproximadamente:
R = 6.378 × 106 m;
Ω = 7.292 × 10−5 rad⋅s−1;
ν = 1.46 × 10−5 m2⋅s−1;
g = 9.81 m⋅s−2.

Las estimaciones de los diferentes términos de la ecuación (A1) pueden realizarse utilizando sus escalas:
{\displaystyle {\begin{aligned}{\frac {\partial w}{\partial t}}&\sim {\frac {W}{T}}\\[1.2ex]u{\frac {\partial w}{\partial x}}&\sim U{\frac {W}{L}}&\qquad v{\frac {\partial w}{\partial y}}&\sim U{\frac {W}{L}}&\qquad w{\frac {\partial w}{\partial z}}&\sim W{\frac {W}{H}}\\[1.2ex]{\frac {u^{2}}{R}}&\sim {\frac {U^{2}}{R}}&\qquad {\frac {v^{2}}{R}}&\sim {\frac {U^{2}}{R}}\\[1.2ex]{\frac {1}{\varrho }}{\frac {\partial p}{\partial z}}&\sim {\frac {1}{\varrho }}{\frac {\Delta P}{H}}&\qquad \Omega u\cos \varphi &\sim \Omega U\\[1.2ex]\nu {\frac {\partial ^{2}w}{\partial x^{2}}}&\sim \nu {\frac {W}{L^{2}}}&\qquad \nu {\frac {\partial ^{2}w}{\partial y^{2}}}&\sim \nu {\frac {W}{L^{2}}}&\qquad \nu {\frac {\partial ^{2}w}{\partial z^{2}}}&\sim \nu {\frac {W}{H^{2}}}\end{aligned}}}
Ahora podemos introducir estas escalas y sus valores en la ecuación (A1):
| {\displaystyle {\begin{aligned}&{}{\frac {10^{-2}}{10^{5}}}+10{\frac {10^{-2}}{10^{6}}}+10{\frac {10^{-2}}{10^{6}}}+10^{-2}{\frac {10^{-2}}{10^{4}}}-{\frac {10^{2}+10^{2}}{10^{6}}}\\[12pt]&{}=-{{\frac {1}{1}}{\frac {10^{4}}{10^{4}}}}-10+2\times 10^{-4}\times 10+10^{-5}\left({\frac {10^{-2}}{10^{12}}}+{\frac {10^{-2}}{10^{12}}}+{\frac {10^{-2}}{10^{8}}}\right).\end{aligned}}} | \| \| \| \| \| \| \| \| | (A2) |
| |                         |      |
| |                         |      |

Podemos ver que todos los términos, excepto el primero y el segundo de la derecha, son insignificantes. Por lo tanto, podemos simplificar la ecuación del momento vertical a la ecuación de equilibrio hidrostático:
| {\displaystyle {\frac {1}{\varrho }}{\frac {\partial p}{\partial z}}=-g.} | \| \| \| \| \| \| \| \| | (A3) |
|                                                                           |                         |      |
|                                                                           |                         |      |

## Reglas del análisis de escala
El análisis de escala es una herramienta muy útil y ampliamente utilizada para resolver problemas en el ámbito de la transferencia de calor y la mecánica de fluidos, los chorros contra paredes impulsados por presión, los flujos de separación detrás de escalones orientados hacia atrás, las llamas de difusión por chorro y el estudio de la dinámica lineal y no lineal. El análisis de escala es un atajo eficaz para obtener soluciones aproximadas a ecuaciones que a menudo son demasiado complicadas de resolver con exactitud. El objetivo del análisis de escala es utilizar los principios básicos de la transferencia de calor por convección para producir estimaciones del orden de magnitud de las cantidades de interés. Cuando se realiza correctamente, el análisis de escala anticipa, con un factor de orden uno, los costosos resultados que se obtienen con los análisis exactos. Las reglas del análisis de escala son las siguientes:

Regla 1- El primer paso en el análisis de escala es definir el dominio de extensión en el que aplicamos el análisis de escala. Cualquier análisis de escala de una región de flujo que no esté definida de forma única no es válido.
Regla 2- Una ecuación constituye una equivalencia entre las escalas de dos términos dominantes que aparecen en la ecuación. Por ejemplo,
{\displaystyle \rho c_{P}{{\partial T} \over {\partial t}}=k{\frac {\partial ^{2}T}{\partial x^{2}}}.}
En el ejemplo anterior, el lado izquierdo podría ser del mismo orden de magnitud que el lado derecho.
Regla 3- Si en la suma de dos términos dados por
{\displaystyle c=a+b}
el orden de magnitud de un término es mayor que el orden de magnitud del otro término
{\displaystyle O(a)>O(b)}
entonces el orden de magnitud de la suma viene dictado por el término dominante
{\displaystyle O(c)=O(a)}
La misma conclusión se aplica si tenemos la diferencia de dos términos
{\displaystyle c=a-b}
Regla 4- En la suma de dos términos, si dos términos son del mismo orden de magnitud,
{\displaystyle c=a+b}
{\displaystyle O(a)=O(b)}
entonces la suma también es del mismo orden de magnitud:
{\displaystyle O(a)\thicksim O(b)\thicksim O(c)}
Regla 5- En el caso del producto de dos términos
{\displaystyle p=ab}
el orden de magnitud del producto es igual al producto de los órdenes de magnitud de los dos factores
{\displaystyle O(p)=O(a)O(b)}
para ratios
{\displaystyle r={\frac {a}{b}}}
entonces
{\displaystyle O(r)={\frac {O(a)}{O(b)}}}
aquí O(a) representa el orden de magnitud de a.
~ representa que dos términos son del mismo orden de magnitud.
> representa mayor que, en el sentido de orden de magnitud.

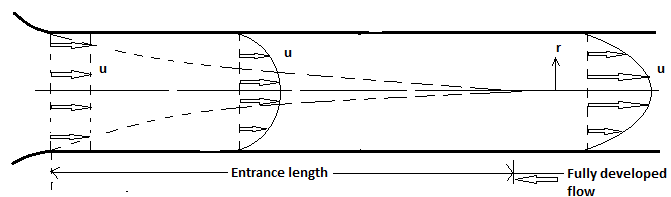
Flujo en desarrollo en la región de entrada de un conducto de placas paralelas

## Análisis de escala del flujo completamente desarrollado
Consideremos el flujo laminar constante de un fluido viscoso dentro de un tubo circular. Supongamos que el fluido entra con una velocidad uniforme en toda la sección transversal. A medida que el fluido se desplaza hacia abajo por el tubo, se forma y crece una capa límite de fluido de baja velocidad en la superficie, ya que el fluido inmediatamente adyacente a la superficie tiene velocidad cero. Una característica particular y simplificadora del flujo viscoso dentro de tubos cilíndricos es el hecho de que la capa límite debe encontrarse consigo misma en la línea central del tubo, y la distribución de la velocidad establece entonces un patrón fijo que es invariante. La longitud de entrada hidrodinámica es la parte del tubo en la que crece la capa límite de impulso y la distribución de la velocidad cambia con la longitud. La distribución de velocidad fija en la región completamente desarrollada se denomina perfil de velocidad completamente desarrollado. Las ecuaciones de continuidad y conservación del momento en estado estacionario en dos dimensiones son
| {\displaystyle {\frac {\partial u}{\partial x}}+{\frac {\partial v}{\partial y}}=0,} | \| \| \| \| \| \| \| \| | (1) |
|                                                                                      |                         |     |
|                                                                                      |                         |     |

| {\displaystyle u{{\partial u} \over {\partial x}}+v{\frac {\partial u}{\partial y}}=-{{\frac {1}{\varrho }}{\frac {\partial P}{\partial x}}}+\nu \left({\frac {\partial ^{2}u}{\partial x^{2}}}+{\frac {\partial ^{2}u}{\partial y^{2}}}\right),} | \| \| \| \| \| \| \| \| | (2) |
| |                         |     |
| |                         |     |

| {\displaystyle u{{\partial v} \over {\partial x}}+v{\frac {\partial v}{\partial y}}=-{{\frac {1}{\varrho }}{\frac {\partial P}{\partial y}}}+\nu \left({\frac {\partial ^{2}v}{\partial x^{2}}}+{\frac {\partial ^{2}v}{\partial y^{2}}}\right),} | \| \| \| \| \| \| \| \| | (3) |
| |                         |     |
| |                         |     |

Estas ecuaciones pueden simplificarse mediante el análisis de escala. En cualquier punto {\displaystyle x\sim L} de la zona completamente desarrollada, tenemos {\displaystyle y\sim \delta } y {\displaystyle u\sim U_{\infty }}. Ahora, a partir de la ecuación (1), la componente transversal de la velocidad en la región completamente desarrollada se simplifica utilizando la escala como
| {\displaystyle v\sim {\frac {U_{\infty }\delta }{L}}} | \| \| \| \| \| \| \| \| | (4) |
|                                                       |                         |     |
|                                                       |                         |     |

En la región completamente desarrollada {\displaystyle L\gg \delta }, de modo que la escala de la velocidad transversal es insignificante según la ecuación (4). Por lo tanto, en un flujo completamente desarrollado, la ecuación de continuidad requiere que
| {\displaystyle v=0,{\frac {\partial u}{\partial x}}=0} | \| \| \| \| \| \| \| \| | (5) |
|                                                        |                         |     |
|                                                        |                         |     |

Basándonos en la ecuación (5), la ecuación del momento y (3) se reduce a
| {\displaystyle {\frac {\partial P}{\partial y}}=0} | \| \| \| \| \| \| \| \| | (6) |
|                                                    |                         |     |
|                                                    |                         |     |

Esto significa que «P» es función únicamente de «x». A partir de esto, la ecuación del momento «x» se convierte en
| {\displaystyle {\frac {dP}{dx}}=\mu {\frac {d^{2}u}{dy^{2}}}={\text{constante}}} | \| \| \| \| \| \| \| \| | (7) |
|                                                                                  |                         |     |
|                                                                                  |                         |     |

Cada término debe ser constante, ya que el lado izquierdo es función únicamente de «x» y el derecho es función de «y». Resolviendo la ecuación (7) sujeta a la condición de contorno
| {\displaystyle u=0,y=\pm {\frac {D}{2}}} | \| \| \| \| \| \| \| \| | (8) |
|                                          |                         |     |
|                                          |                         |     |

se obtiene la conocida solución de Hagen-Poiseuille para el flujo completamente desarrollado entre placas paralelas.
| {\displaystyle u={\frac {3}{2}}U\left[1-{\left({\frac {y}{D/2}}\right)}^{2}\right]} | \| \| \| \| \| \| \| \| | (9) |
|                                                                                     |                         |     |
|                                                                                     |                         |     |

| {\displaystyle U={\frac {D^{2}}{12\mu }}\left(-{\frac {dP}{dx}}\right)} | \| \| \| \| \| \| \| \| | (10) |
|                                                                         |                         |      |
|                                                                         |                         |      |

donde “'y”' se mide desde el centro del canal. La velocidad es parabólica y proporcional a la presión por unidad de longitud del conducto en la dirección del flujo.